# Microsoft Office 2010
Microsoft Office 2010 (кодовое имя Office 14) — название версии пакета Microsoft Office для ОС Windows. Microsoft начала работу над Office 2010 в 2006 году, когда заканчивалась работа над пакетом Office 12 (который вышел под названием Microsoft Office 2007). Примечательно, что версия 13 была пропущена из-за того, что число 13 считается неудачным. По состоянию на 31 декабря 2011 года было продано почти 200 миллионов лицензий Office 2010. Это последняя версия Microsoft Office, использующая дизайн интерфейса в стиле Aero, все последующие уже используют плоский дизайн в стиле Metro, а также последняя версия, поддерживающая Windows XP и Windows Vista.

## История
Office 2010 вышел в продажу 12 мая 2010 года, в розницу поступил 15 июня. Предполагалось, что Office 2010 будет представлен примерно в одно время с новой операционной системой Microsoft Windows 7. Однако на компьютеры с Windows 7 устанавливается Microsoft Office 2007. Согласно статье, опубликованной в InfoWorld в апреле 2006 года, Office 2010 более «ролевой», чем предыдущие версии пакета. В статье цитируют Симона Виттса (англ. Simon Witts), вице-президента Microsoft Enterprise and Partner Group, который сообщил, что пакет будет ориентирован на определённые роли сотрудников — исследователей, разработчиков, менеджеров, кадровиков. Office 2010 заимствует некоторые идеи из идеологии «Web 2.0». Microsoft встроила возможности SharePoint Server в новую версию офисного пакета.
Office 2010 реализует совместимую с ISO версию Office Open XML, которая была стандартизирована как ISO 29500 в марте 2008 года. Также Microsoft предоставила Web-версию своих офисных продуктов, известную как Office Web, дебютирующую вместе с Office 2010. Office Web включает в себя онлайн-версии Word, Excel, PowerPoint и OneNote.
Бета-тестеры получили приглашения к тестированию Professional-редакции Microsoft Office 2010 Technical Preview в начале августа 2009 года. Пользоваться ей можно, согласно EULA, до 30 октября 2010 года.
Вторая бета-версия вышла 16 ноября 2009 года. Публично она стала доступна 19 ноября 2009 года. Вторая бета-версия уже была переведена на семь языков, включая русский.
Сборка Microsoft Office 2010 14.0.4760.1000 получила статус RTM 16 апреля 2010 года. К моменту выхода RTM бета-версии были скачаны около 7,5 миллионов раз.
В России коробочные версии Office 2010 появились в продаже 6 июля (англоязычные версии) и 15 июля (русскоязычные версии) 2010 года.
28 июня 2011 года стал доступен первый пакет обновления (sp1) 14.0.6023.1000.
В марте 2013 года стало известно о скором выпуске 2-го пакета обновлений, который содержит исправления ошибок и включает в себя ранее выпущенные обновления.
Второй пакет обновления (sp2) 14.0.7015.1000 для Office 2010 вышел 24 июля 2013 и содержит в себе ранее не выпускавшиеся заплатки для повышения стабильности, производительности и безопасности графического пакета, а также все апдейты и кумулятивные патчи, выпускавшиеся в период с апреля по май 2013 года. Приложения, которые подверглись переработке и исправлению: Excel 2010, Outlook 2010, PowerPoint 2010 и Word 2010.

## Компоненты
Несмотря на ожидания, Microsoft Outlook 2010 не следует всем требованиям со стороны Email Standards Project. В частности, как и в Microsoft Outlook 2007, отсутствует поддержка CSS, фоновых рисунков, ряд других функций, входящих в перечень Email Standards Project.
В пакет встроена улучшенная антипиратская технология Office Genuine Advantage, дебютировавшая в апреле 2008 года. Пока что неизвестно, будут ли в ней исправлены нарекания на необходимость иметь администраторские права для активации и ошибочные срабатывания на программах, не являющихся компонентами Office. Все продукты линейки (кроме серверных и OEM) требуют активации.

## Версии
Office 2010 предлагается в двух вариантах — для 32-битных и 64-битных операционных систем и четырёх редакциях: «Начальная», «Для дома и учёбы», «Для дома и бизнеса» и «Профессиональная» (примечательно, что, как и в случае с Windows 7, Майкрософт приняла решение перевести названия данных редакций на русский язык). Кроме того, выпускаются версии «Standard» и «Professional Plus» — однако, они доступны лишь контрактным пользователям или подписчикам MSDN/TechNet. Стоит также заметить, что версия «Начальная» распространяется вместе с новыми компьютерами, на которых сборщиками систем предустанавливается ОС Windows, и только с ними, включая в себя лишь Word и Excel. Ожидается, что этот пакет заменит Microsoft Works.
64-разрядный пакет недоступен для Windows XP и Windows Server 2003, при попытке установить 64-битную версию на Windows XP 64-bit возникает критическая ошибка. 

«64-битная редакция Office 2010 может быть установлена только на Windows Vista, Windows Server 2008 или Windows 7»
| Пакеты                          | Индивидуальный продукт | Начальный                 | Для дома и учёбы          | Для дома и бизнеса        | Стандартный               | Профессиональный             | Профессиональный плюс        |
| Схема лицензирования            | Разная                 | OEM                       | Retail                    | Retail                    | Retail                    | Volume (Retail MSDN/Technet) | Volume (Retail MSDN/Technet) |
| ------------------------------- | ---------------------- | ------------------------- | ------------------------- | ------------------------- | ------------------------- | ---------------------------- | ---------------------------- |
| Word                            | Да                     | Да1                       | Да                        | Да                        | Да                        | Да                           | Да                           |
| Excel                           | Да                     | Да1                       | Да                        | Да                        | Да                        | Да                           | Да                           |
| PowerPoint                      | Да                     | Только в режиме просмотра | Да                        | Да                        | Да                        | Да                           | Да                           |
| OneNote                         | Да                     | Нет                       | Да                        | Да                        | Да                        | Да                           | Да                           |
| Outlook                         | Да                     | Нет                       | Нет                       | Да                        | Да                        | Да                           | Да                           |
| Publisher                       | Да                     | Нет                       | Нет                       | Нет                       | Да                        | Да                           | Да                           |
| Access                          | Да                     | Нет                       | Нет                       | Нет                       | Нет                       | Да                           | Да                           |
| InfoPath                        | Да                     | Нет                       | Нет                       | Нет                       | Нет                       | Нет                          | Да                           |
| SharePoint Workspace            | Да                     | Нет                       | Нет                       | Нет                       | Нет                       | Нет                          | Да                           |
| SharePoint Designer             | Да                     | Нет                       | Нет                       | Нет                       | Нет                       | Нет                          | Да                           |
| Project                         | Да                     | Нет                       | Нет                       | Нет                       | Нет                       | Нет                          | Нет                          |
| Visio                           | Да                     | Только в режиме просмотра | Только в режиме просмотра | Только в режиме просмотра | Только в режиме просмотра | Только в режиме просмотра    | Только в режиме просмотра    |
| Lync                            | Да                     | Нет                       | Нет                       | Нет                       | Нет                       | Нет                          | Только по Volume License     |
| Office Customization Tool (OCT) | Нет                    | Нет                       | Нет                       | Нет                       | Только по Volume License  | Нет                          | Только по Volume License     |

прим. 1 — с показом рекламы и ограниченной функциональностью.

## Office 2010 Starter
На замену Microsoft Works пришел (также бесплатный) Office 2010 Starter, который включает в себя Microsoft Word и Excel 2010 с ограниченными функциями и включённой рекламой.
Office 2010 Starter доступен для производителей оригинального оборудования, и совместим только с Windows Vista и Windows 7. Пользователям Office 2010 Starter разрешается запускать приложения из этого пакета с USB-носителя. Он также включает в себя «средство просмотра PowerPoint». В Office Starter отсутствуют такие функции, как:
- SmartArt
- Математика и редактирование формул
- Сравнение и объединение документов
- Защита и подпись документа
- Макросы
- Надстройки
- Пользовательские вкладки
- Закладки
- Перекрестные ссылки
- Подписи и индекс
- Автотекст
- Организатор стандартных блоков
- Сноски и концевые сноски
- Языковые пакеты для изменения пользовательского интерфейса
- Элементы управления содержимым и объекты

## Веб-приложения Microsoft Office 2010
Office 2010 доступен как в виде привычного пакета офисных приложений, устанавливаемых на компьютер пользователя, так и в виде онлайн-версии, доступной через обычный интернет-браузер — Office Web Apps, включающей в себя:
- Word
- Excel
- PowerPoint
- OneNote
- веб-приложение Visio

Office Web Apps Techical Preview уже доступен пользователям на сервисе OneDrive, правда пока в очень ограниченном варианте: Word, Excel, PowerPoint, OneNote, также недоступны сохранение и открытие через Backstage, отправка постингов в блог или веб-сайт. Последние две функции не будут доступны до окончательного релиза. Бесплатная онлайн версия будет работать почти во всех популярных браузерах, кроме Opera.
Онлайн-версия будет доступна как на бесплатной основе, так и на платной.
- Бесплатная версия будет включать 7 Гб места на сервисе OneDrive и интерфейс с баннерной рекламой. Файлы могут быть открыты для записи и чтения всем или некоторым пользователям.
- Платная версия для бизнес-клиентов с доступом к SharePoint будет размещена на Microsoft Online Services и пока недоступна для тестирования.
- Платная версия для корпоративных клиентов с сервером SharePoint и корпоративной лицензией смогут размещать, открывать, сохранять и редактировать документы на своём сервере. Этот вариант уже доступен для тестирования, на сайте Microsoft Office 2010 можно скачать Office Web Apps Beta.

## Microsoft Office Mobile
Office Mobile — специальная версия пакета, предназначенная для запуска на мобильных телефонах и коммуникаторах, которая должна была быть представлена на конференции TechEd в ноябре 2009 года, однако команда Office оказалась не готовой к конференции.
Тем не менее Office Mobile всё-таки вышел на Windows Mobile и включался в Windows Mobile 6.5. Однако официальная версия пакета уступала по функциональности программам сторонних разработчиков.

## Нововведения
Версия 2010 позволит получить удаленный доступ к материалам, а тонкая настройка управления поможет сохранить данные в конфиденциальности даже при просмотре через веб-браузер. Расширенная функция соавторства предоставляет возможность одновременного редактирования документов.

### Word
В Word добавлены следующие новинки:
- «Снимки экрана» — новая функция получения скриншотов;
- «Универсальный переводчик» — встроенная служба перевода (необходима связь с Интернетом).
- Сохранение в формат PDF 1.4
- Свойства OpenType: лигатуры, пропорциональные/моноширинные цифры, цифры старого стиля, стилистические наборы (такие как сербский курсив и болгарская кириллица).
- Разнообразные текстовые эффекты: тень, отражение, свечение, рельеф.

### Excel
В Excel добавлены следующие новинки:
- «Спарклайны» — мини-графики, вставляемые внутрь ячейки таблицы;
- «Срез» — фильтр, выводящий на экран данные, соответствующие неким критериям;
- «Безгранично» — размер файла Excel может быть более 2 Гб.

### Outlook
В Outlook добавлены следующие новинки:
- «Беседы» — переписка в виде беседы

### Статьи
- Скриншоты Microsoft Office 2010 Technical Preview (64-bit Russian LIP) и сравнение интерфейса с Office 2007 (рус.)
- Microsoft Office 2010 Web Apps уже доступен всем желающим! (рус.)
- Обзор Office 2010 Beta — обзорная статья на сайте TheVista.Ru (рус.)
- Microsoft Office 2010 — обзор «технической» версии — обзорная статья на сайте 3Dnews.ru (рус.)
- Microsoft Office 2010 Beta: первые впечатления — обзорная статья на сайте 3Dnews.ru (рус.)
- Microsoft Office 2010 Часть I: интерфейс — обзорная статья на сайте iXBT.com